# Síndrome XXXXX
A Síndrome XXXXX, também conhecida como Pentassomia X, Pentassomia Cromossômica X, Poli-X ou Penta-X, é uma desordem cromossômica muito rara, com apenas cerca de 30 casos descritos.
Trata-se de uma anormalidade numérica cromossômica onde estão presentes 49 cromossomos, ao invés de 46, sendo o cariótipo 49,XXXXX. O mecanismo de desenvolvimento desta patologia relaciona-se com a não-disjunção de material genético durante a meiose.
O primeiro caso descrito desta síndrome foi em 1963. Portadores apresentam retardo mental grave, malformações craniofaciais, baixa estatura e outras alterações congênitas.